# Matteo Bruscagin

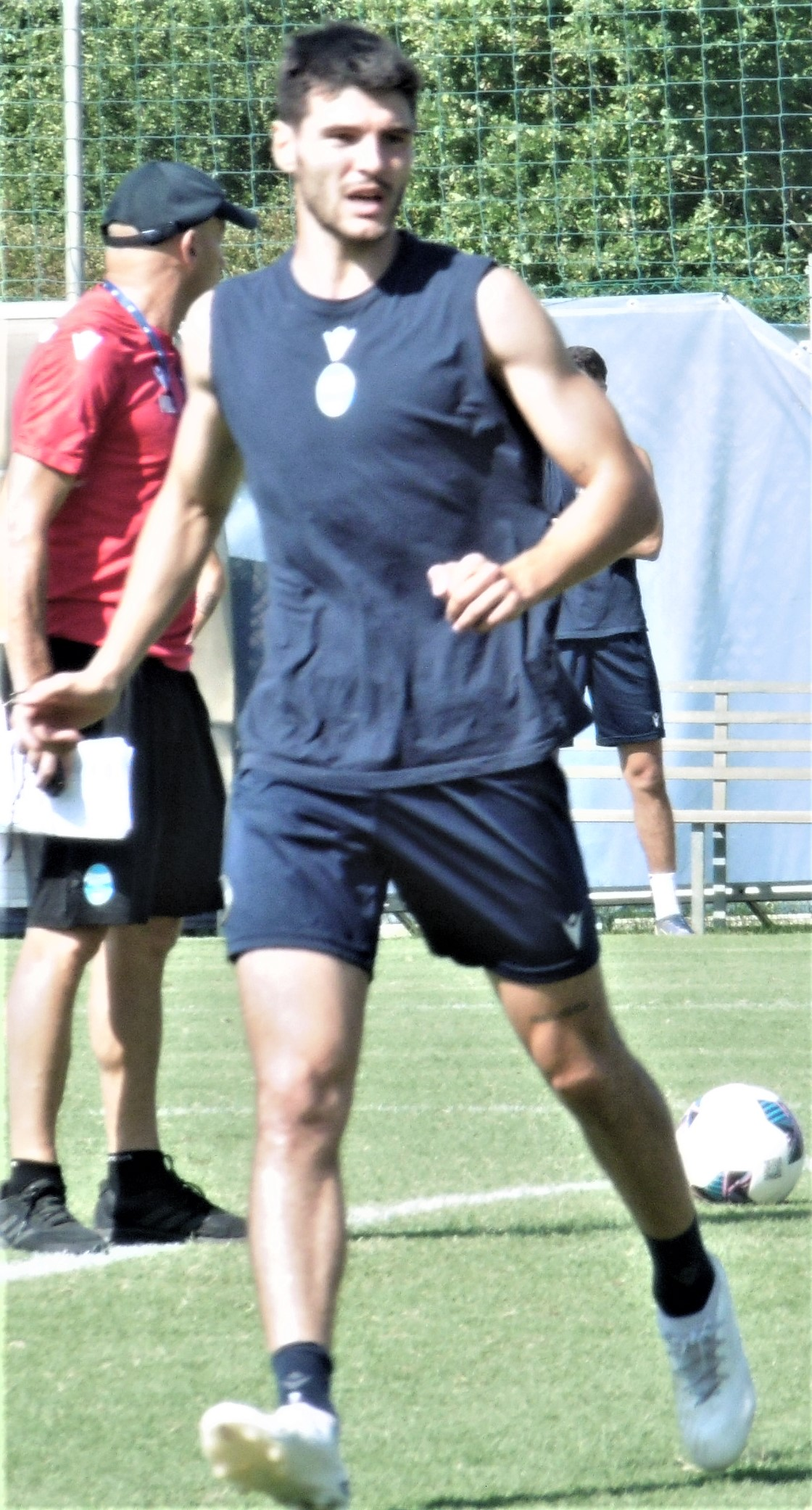
Matteo Bruscagin (2023)

Matteo Bruscagin (* 3. August 1989 in Mailand) ist ein italienischer Fußballspieler.

## Karriere
Matteo Bruscagin startete 2008 seine Profikarriere beim AC Mailand und wurde gleich in seiner ersten Saison zum AC Monza Brianza in die Lega Pro Prima Divisione verliehen. Nachdem er dort ein halbes Jahr ohne Einsatz geblieben war, wurde die Ausleihe im Januar 2009 beendet und Bruscagin für die restliche Saison an die AS Pizzighettone in die Lega Pro Seconda Divisione verliehen. Dort kam er im Saisonverlauf zu zwölf Einsätzen, konnte den Abstieg des Klubs in die Serie D aber nicht verhindern. Für die Saison 2009/10 wurde er an die AS Gubbio 1910 erneut in die Lega Pro Seconda Divisione verliehen. Im Juli 2010 unterzeichnete der Abwehrspieler beim Zweitligisten US Grosseto.
Nachdem Bruscagin 2008 mit der italienischen U-19-Auswahl Vizeeuropameister wurde, nahm er im September 2009 mit dem U-20-Team an der Junioren-Weltmeisterschaft in Ägypten teil. Er kam im Turnierverlauf zu einem 21-minütigen Einsatz im Achtelfinale, die Mannschaft scheiterte schließlich im Viertelfinale an Ungarn.

## Erfolge
- Italienischer Drittligameister: 2019/20 (L.R. Vicenza)
- Italienischer Pokalsieger (Serie C): 2012/13 (Latina Calcio)
- Aufstieg in die Serie B: 2012/13  (Latina Calcio), 2019/20 (L.R. Vicenza)
- Aufstieg in die Lega Pro Prima Divisione: 2009/10 (AS Gubbio)